# مارسلو دی فاریا
مارسلو دی فاریا (به پرتغالی: Édson Marcelo de Faria Manfron) مهاجم اهل برزیل است که در شهر کوریتیبا و در تاریخ ۸ فوریهٔ ۱۹۷۹ به دنیا آمده‌است.
مارسلو دی فاریا در تیم‌های فوتبال Malutrom سابقهٔ حضور دارد.